# Daśawatara
Daśawatara (dewanagari दशावतार, trl. daśāwatāra, ang. Dasavatara, Dziesięć Awatarów) – to tradycyjne dziesięć najbardziej znanych postaci awatarów Wisznu, które opisuje Garudapurana (1.56.10-11). Awatary te są śmiertelne, po spełnieniu misji na Ziemi umierają.

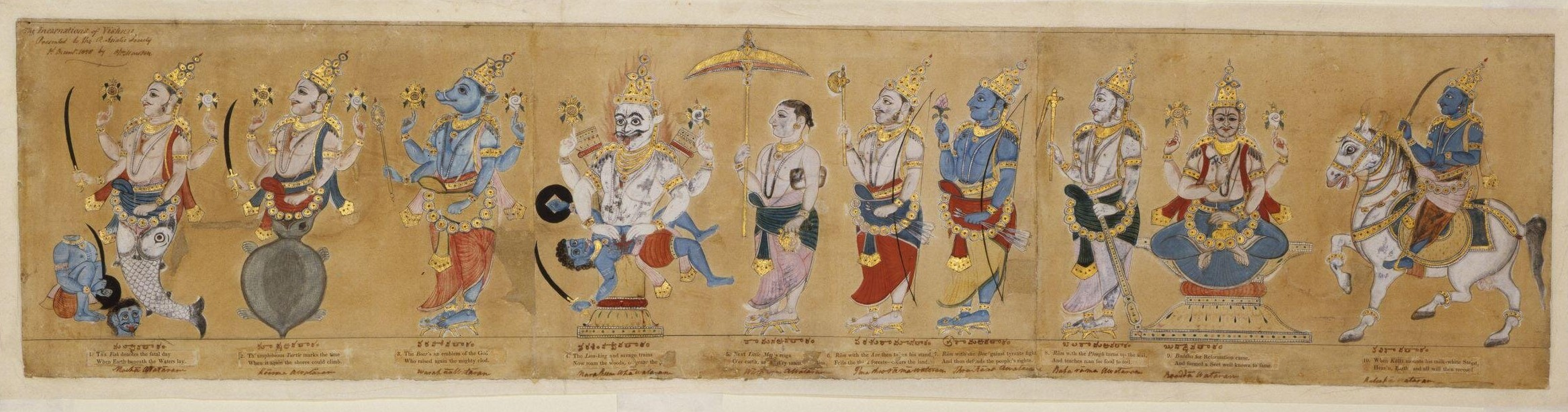
Dziesięć awatarów Wisznu z Kalkinem jako ostatnim

Pojawiły się one kolejno:

## W okresiesatjajuga
1. Matsja – pod postacią ryby
2. Kurma – pod postacią żółwia
3. Waraha – pod postacią dzika
4. Narasinha – pod postacią pół-człowieka pół-lwa

## W okresietretajuga
5. Wamana – pod postacią karła
6. Paraśurama – pod postacią człowieka
7. Rama – pod postacią księcia Ajodhji

## W okresiedwaparajuga
8. Kryszna – pod postacią człowieka, urodzonego w rodzinie pasterzy krów, który w przyszłości zostaje władcą

## W okresiekalijuga
9. Budda – pod postacią człowieka, jednak część hinduistów uważa, że dziewiątym awatarem był Balarama (który zstąpił na Ziemię razem z Kryszną)
10. Kalkin – pod postacią jeźdźca (na białym koniu), którego przyjście ma zwiastować koniec obecnej kali jugi.
Najbardziej czczeni spośród wyżej wymienionych awatarów są Rama i Kryszna.